# 심부정맥 혈전증
심부정맥 혈전증(深部靜脈血栓症, Deep vein thrombosis)은 오랜 기간 동안 침대 또는 의자에 누워 있거나 앉아 있는 경우, 외상을 입었거나 또는 혈전이 생기기 쉬운 여러 상황(악성 종양을 가진 환자 등)에 처해 있을 때, 하지의 정맥혈이 정체되어 심부(깊은 부위)의 정맥에 혈전이 생기는 것을 말한다. 흔히 장거리 비행시 좁은 좌석에 앉은 승객에서 발생하는 질환이라 하여 ‘이코노미 클래스 증후군'(영어: economy class syndrome)이라고도 하는데, 실제로는 이코노미·비즈니스 좌석과 상관 없이 오랫동안 움직이지 않고 앉아 있으면 발생할 위험이 높아지는 것으로 알려져 있다.

## 역사
심부정맥 혈전증의 최초 사례는 기원전 600~900년 경 수슈르타가 수슈르타 사미타(Sushruta Samhita)라는 책에서 기술하였다.